# 球花马先蒿
球花马先蒿（学名：Pedicularis globifera）是列当科马先蒿属的植物。分布于喜马拉雅、锡金以及中国大陆的拉孜、帕里、藏布江河谷等地，生长于海拔3,600米至4,100米的地区，多生长在河谷水湿地及河滩群落中，目前尚未由人工引种栽培。